# Secusio drucei
Secusio drucei es una polilla de la subfamilia Arctiinae. Fue descrita por Walter Rothschild en 1933. Se encuentra en Angola, Kenia y Uganda.

## Subespecies
Se reconocen las siguientes:
- Secusio drucei drucei
- Secusio drucei intensa Rothschild, 1933 (Uganda)